# Alcmeão de Crotona
Alcmeão ou Alcméon (em grego clássico: Ἀλκμαίων, Alkmaiōn, século V a.C.) foi um filósofo pré-socrático e médico grego de Crotona (o principal centro de estudo e divulgação do pensamento pitagórico, hoje na Itália) e um dos mais importantes discípulos de Pitágoras.
Dedicado à medicina e às investigações das ciências naturais, realizou a primeira dissecação de um cadáver humano e desenvolveu uma teoria acerca da origem e dos processos fisiológicos das sensações, sugerindo que os sentidos estariam ligados ao cérebro, sendo a vida psíquica uma mera função cerebral.
Segundo escritos da época foi o primeiro a relacionar o cérebro com as funções psíquicas, a psyqué, ao descobrir, por dissecação, que certas vias sensoriais terminavam no encéfalo e elaborou uma teoria da desarmonia como causa de enfermidades. Por suas teorias, sendo o precursor da chamada hoje Psicologia, ele influenciou a Hipócrates, que desenvolveu com base em seus estudos a teoria dos quatro humores.
Pode ter sido o verdadeiro descobridor das trompas de Eustáquio, além de um pioneiro da embriologia. A ele atribui-se a bela frase: Das coisas invisíveis têm clara consciência os deuses, a nós enquanto humanos, nos é permitido apenas conjecturar.
Concebeu a saúde como isonomia do equilíbrio ao afirmar que o que conserva a saúde é o equilíbrio das qualidades, que se simbolizariam em Posídon.
Da filosofia, transmitida sob forma de comentário, doxografia, principalmente através da obra de Aristóteles, destacam-se dois pontos importantes:
- a elaboração de uma tabela de pares de opostos, que funcionariam como princípio, arché, da natureza: limite-ilimitado, ímpar-par, unidade-pluralidade, direito-esquerdo, masculino-feminino, repouso-movimento, reto-torto, luz-sombra, bom-mau, quadrado-oblongo;
- uma compreensão da imortalidade da alma, por concebê-la em eterno movimento, à semelhança dos astros e dos entes divinos.[1]